# Cacopsylla visci
Cacopsylla visci är en insektsart som först beskrevs av Curtis 1835.  Cacopsylla visci ingår i släktet Cacopsylla och familjen rundbladloppor. Arten är reproducerande i Sverige. Inga underarter finns listade i Catalogue of Life.